# Marc Duili (tribú de la plebs 357 aC)
Marc Duili (en llatí: Marcus Duilius) va ser un magistrat romà. Formava part de la gens Duília, una antiga gens romana d'origen plebeu.
Va ser tribú de la plebs l'any 357 aC. En el seu mandat va presentar, junt amb el seu col·lega Luci Meni, una rogatio anomenada unciario foenore i una altra, la Duilia Maenia que impedia els procediments irregulars en els camps militars, com per exemple l'eliminació d'una llei que afectés als soldats quan aquestos eren fora de Roma, si ho proposava un cònsol romà.